# Stictopisthus artus
Stictopisthus artus är en stekelart som beskrevs av Dasch 1971. Stictopisthus artus ingår i släktet Stictopisthus och familjen brokparasitsteklar. Inga underarter finns listade i Catalogue of Life.